# ライフ・イズ・ミラクル
『ライフ・イズ・ミラクル』（セルビア語: Живот је чудо、英語: Life Is a Miracle）は、2004年に制作されたセルビア映画。

## キャスト
| 役名       | 俳優                         | 日本語吹替 |
| ---------- | ---------------------------- | ---------- |
| ルカ       | スラブコ・スティマチ         | 咲野俊介   |
| サバーハ   | ナターシャ・ソラック         | 浅野まゆみ |
| ミロシュ   | ヴク・コスティッチ           | 浜田賢二   |
| ヤドランカ | ヴェスナ・トリヴァリッチ     | 安達忍     |
| アレクシチ | ストリボール・クストリッツァ | 相沢まさき |

## ストーリー
1992年。ベオグラードから来たセルビア人のルカは、オペラ歌手の妻と、サッカー好きな息子ミロシュと共にボスニアの田舎で暮らしていた。彼は鉄道技師で、毎日仕事に打ち込み、また生来の楽天思考の故に、内戦が起きつつあることを信じようとはしなかった。
しかしある日、ボスニア紛争が勃発したことで彼らの平和な暮らしは終わりを迎えてしまう。
妻はハンガリー人ミュージシャンと駆け落ちし、ミロシュが徴兵に取られてしまう。楽天的なルカは家族が戻ってくるのを待つが、妻は戻らず、更にミロシュが捕虜になったという知らせを聞くことに。
ミロシュを取り戻すために、ルカは、ゲリラの兵士からムスリム人の女性サバーハを捕虜として預かるが、2人は次第に恋へ落ちていく。それも紛争という、許されない状況の真っただ中で・・・。